# Czad na Letnich Igrzyskach Olimpijskich 1972
Czad na Letnich Igrzyskach Olimpijskich 1972 reprezentowało 4 zawodników, byli to sami mężczyźni.

## Skład kadry

### Boks

#### Mężczyźni
| Zawodnik                | Konkurencja               | 1/16 finału         | 1/8 finału       | Ćwierćfinały     | Półfinały        | Finał            | Pozycja  |
| Zawodnik                | Konkurencja               | Przeciwnik Wynik    | Przeciwnik Wynik | Przeciwnik Wynik | Przeciwnik Wynik | Przeciwnik Wynik | Pozycja  |
| ----------------------- | ------------------------- | ------------------- | ---------------- | ---------------- | ---------------- | ---------------- | -------- |
| Hassan Nour-el-Din Aman | Waga półciężka (do 81 kg) | Mate Parlov Porażka | NQ               | NQ               | NQ               | NQ               | 17.- 28. |

### Lekkoatletyka

#### Mężczyźni

##### Konkurencje biegowe
| Zawodnik         | Konkurencja   | Eliminacje | Eliminacje | Ćwierćfinały | Ćwierćfinały | Półfinały | Półfinały | Finał | Finał   |
| Zawodnik         | Konkurencja   | Czas       | Pozycja    | Czas         | Pozycja      | Czas      | Pozycja   | Czas  | Pozycja |
| ---------------- | ------------- | ---------- | ---------- | ------------ | ------------ | --------- | --------- | ----- | ------- |
| Gana Abba Kimet  | Bieg na 100 m | 10,89      | 5.         | NQ           | NQ           | NQ        | NQ        | NQ    | NQ      |
| Saleh Alah-Djaba | Bieg na 100 m | 10,65      | 2. Q       | 10,51        | 7.           | NQ        | NQ        | NQ    | NQ      |
| Saleh Alah-Djaba | Bieg na 200 m | DNF        | DNF        | NQ           | NQ           | NQ        | NQ        | NQ    | NQ      |

##### Konkurencja techniczne
| Zawodnik       | Konkurencja | Eliminacje | Eliminacje | Finał | Finał   |
| Zawodnik       | Konkurencja | Wynik      | Pozycja    | Wynik | Pozycja |
| -------------- | ----------- | ---------- | ---------- | ----- | ------- |
| Ahmed Senoussi | Skok wzwyż  | 2,00 m     | 35.        | NQ    | NQ      |